# Попівка (Генічеський район)
Попі́вка (МФА: [popiŭka] ( прослухати)) — село в Україні, у Генічеській міській громаді Генічеського району Херсонської області, підпорядковане Чонгарській сільській раді. Населення становить 106 осіб (2013), налічується 33 двори.
Село тимчасово окуповане російськими військами 24 лютого 2022 року.
Першим поселенцем на території села був Попов, на честь якого село отримало свою назву. У 1939 утворене село Попівка шляхом об'єднання хуторів: зокрема, хутора молокан-євангелістів, економії скотаря Івана Васильовича Колембета та єврейської ділянки №11 — хутора Гайди (Гейди).

## Географія
Село розташоване у західній частині півострова Чонгар.
Село сполучається ґрунтовою дорогою завдовжки 6 км, яка пролягає через село Чонгар, з автошляхом М18 (E105) Харків—Сімферополь, що проходить на схід від села. У селі зупиняється лише автобус Генічеськ—Сиваш, який курсує раз на добу.
Сусідні населені пункти:
У селі 5 вулиць із житловою забудовою — Зелена, Миру, Південна, Степова та Титова.

## Історія
Село Попівка отримало назву на честь свого першого поселенця — Попова. Протягом тривалого часу на місці села була лише одна землянка, у якій жив Попов із своєю великою родиною. Вони не мали худоби, жили бідно, чим заробляли на життя — невідомо.
Попівка була створена в 1939 році з низки хуторів. Один з цих хуторів був населений переважно молоканами-євангелістами. Інший був створений на місці поміщицької економії скотаря Івана Васильовича Колембета, який намагався створити комуну, але більшість її мешканців розійшлися. Також до складу Попівки увійшов хутір Гайди (Гейди) — ділянка №11 єврейських поселенців.
У 1960-х роках село стрімко розширювалося, до Попівки переселялися нові мешканці, зокрема, й з виселку Степового, який було перевезено до Попівки в 1950-ті—1960-ті роки. Нові поселенці підселялися поміж старої забудови, через що село виглядало неоднорідно, старі хати та землянки з великими садами стояли поруч із новими хатами з молодими садами. У селі вирощували картоплю (два врожаї на рік), пшеницю та ячмінь. Також у 1960-х в Попівці було збудовано новий дитячий садок-ясла.
На початку 1990-х власними силами чонгарського колгоспу «Грузія» в селі збудовано нову школу.
12 червня 2020 року, відповідно до Розпорядження Кабінету Міністрів України № 726-р «Про визначення адміністративних центрів та затвердження територій територіальних громад Херсонської області», увійшло до складу Генічеської міської громади.
17 липня 2020 року, в результаті адміністративно-територіальної реформи та ліквідації  колишнього Генічеського району увійшло до складу новоутвореного Генічеського району.

## Населення
За даними перепису 2001 року населення села становило 136 осіб, з них 71,32% зазначили рідною мову українську, 11,76% — російську, а 16,92% — іншу.
Станом на 2013 рік населення села становило 106 осіб (у 2012 році в селі проживало 108 осіб). Структура жителів села за віком така:
- дітей дошкільного віку — 4;
- дітей шкільного віку — 18;
- громадян пенсійного віку — 22.

## Економіка
На території села діють два підприємства:
- Товариство з обмеженою відповідальністю «Колос-2000» (сільське господарство, вирощування зернових і технічних культур);
- Приватне підприємство «Кварц» (гуртова торгівля електропобутовими приладами).

## Політика
Село входить до складу Чонгарської сільської ради (голова — Білецька Тетяна Олександрівна, висунута Комуністичною партією України).
До складу Чонгарської сільської ради входить 20 депутатів, серед яких один депутат обраний від Попівки (висунутий Партією регіонів).
Село Попівка разом з Залізничним приєднане до постійної виборчої дільниці № 650229 в Атамані, яка розташована в приміщенні початкової школи на вулиці Леніна, 41/4 (до запровадження в 2012 році постійних виборчих дільниць сільська дільниця також розміщувалася в клубі; у 2004 році Попівка мала власну дільницю, розташовану в магазині). Результати виборів:
- Парламентські вибори 2002 (з Атаманню та Залізничним): зареєстровано 300 виборців, явка 81,00%, найбільше голосів віддано за Комуністичну партію України — 48,15%, за Соціалістичну партію України — 12,76%, за Соціал-демократичну партію України (об'єднану) — 11,93%. В одномандатному окрузі результати виборів невідомі[15].
- Вибори Президента України 2004 (третій тур): зареєстровано 66 виборців, явка 80,30%, з них за Віктора Януковича — 64,15%, за Віктора Ющенка — 35,85%[16].
- Парламентські вибори 2006 (з Атаманню та Залізничним): зареєстровано 292 виборці, явка 68,84%, найбільше голосів віддано за Партію регіонів — 47,76%, за Блок Юлії Тимошенко — 16,42%, за Соціалістичну партію України — 11,44%[17].
- Парламентські вибори 2007 (з Атаманню та Залізничним): зареєстровано 288 виборців, явка 57,99%, найбільше голосів віддано за Партію регіонів — 50,30%, за Блок Юлії Тимошенко — 25,15%, за блок «Наша Україна — Народна самооборона» — 8,98%[18].
- Вибори Президента України 2010 (перший тур; з Атаманню та Залізничним): зареєстровано 268 виборців, явка 63,81%, найбільше голосів віддано за Віктора Януковича — 46,78%, за Юлію Тимошенко — 19,88%, за Сергія Тігіпка — 13,45%[19].
- Вибори Президента України 2010 (другий тур; з Атаманню та Залізничним): зареєстровано 266 виборців, явка 67,67%, з них за Віктора Януковича — 61,11%, за Юлію Тимошенко — 35,56%[20].
- Парламентські вибори 2012 (з Атаманню та Залізничним): зареєстровано 250 виборців, явка 59,60%, найбільше голосів віддано за Партію регіонів — 52,35%, за Всеукраїнське об'єднання «Батьківщина» — 22,15%, за Комуністичну партія України — 17,45%[21]. В одномандатному окрузі найбільше голосів отримав Хлань Сергій Володимирович («Україна — Вперед!») — 33,56%, за Опанащенка Михайла Володимировича (ПР) — 28,86%, за Пінаєва Олександра Вікторовича (самовисування) — 11,41%[22].
- Вибори Президента України 2014 (з Атаманню та Залізничним): зареєстровано 229 виборців, явка 54,59%, найбільше голосів віддано за Петра Порошенка — 30,40%, за Сергія Тігіпка — 21,60%, за Юлію Тимошенко — 10,40%[23].
- Парламентські вибори 2014 (з Атаманню та Залізничним): зареєстровано 246 виборців, явка 45,93%, найбільше голосів віддано за Партію Сергія Тігіпка «Сильна Україна» — 26,55%, за Радикальну партію Олега Ляшка — 10,62%, за «Блок Петра Порошенка» — 9,73%[24]. В одномандатному окрузі найбільше голосів отримав Кістечок Олександр Дмитрович (самовисування) — 36,28%, за Хланя Сергія Володимировича (БПП) — 24,78%, за Збаровського Петра Миколайовича («Сильна Україна») — 10,62%[25].

## Пам'ятки
Єдиною в державному реєстрі пам'яткою в селі Попівці є група з п'яти курганів III тисячоліття до н. е. — II тисячоліття н. е. заввишки 0,4—3 метри кожен. Відкриті у 1950, 1986 і 2002 роках дослідниками Билковою Валерією Павлівною та Оленковським Миколою Петровичем, вони мають статус пам'ятки археології місцевого значення з 1983 року (охоронний номер 1625).
Також у селі є братська могила загиблих воїнів у роки Другої світової війни.

## Відомі люди
У селі народився ієромонах Російської православної церкви Нестор (Савчук Микола Іванович) (1960—1993), вбитий у церкві села Жарки Івановської області (Росія), настоятелем якої він був.
Жителька села Ганна Пилипівна Ворожбицька отримала відзнаку «Мати-героїня».